# Francisco de Toral
 (juillet 2018).
Si vous disposez d'ouvrages ou d'articles de référence ou si vous connaissez des sites web de qualité traitant du thème abordé ici, merci de compléter l'article en donnant les références utiles à sa vérifiabilité et en les liant à la section « Notes et références ».
Francisco de Toral (1502-1571) est un missionnaire franciscain en Nouvelle-Espagne qui fut le premier évêque du Yucatán, et un défenseur des droits des peuples autochtones au Yucatán.

## Biographie
Fernando de Toral est devenu prêtre de l'ordre des frères mineurs. Le 19 novembre 1561, il a été nommé premier évêque du diocèse du Yucatán par le pape Pie IV et il devient évêque du Yucatán le 24 mai 1562 par Sancho Díaz de Trujillo, évêque auxiliaire de Plasencia, ainsi que Fernando de Villagómez, évêque de Tlaxcala et Juan de Vaca, évêque de Panamá.

Afin de christianiser les Indiens de Nouvelle-Espagne, il a appris à parler les langues nahualt et popoloca et a rédigé un dictionnaire et une grammaire de ces langues. Il a chargé Bernardino de Sahagún de la rédaction de l'Histoire générale des Côtes de Nueva España.
Il mena une enquête au Yucatán sur les abus présumés des Mayas par Diego de Landa, employant Gaspar Antonio Chi comme interprète. Diego de Landa fut acquitté et succéda à Fernando de Toral en tant qu'évêque du Yucatán après sa mort. Les Mayas auraient brûlé des croix et effectué des sacrifices humains dans l'église, mais, en l'absence de preuves, ils furent considérés comme innocents. Francisco de Toral a déménagé à Mexico à cause du refus de sa demande de permission et y a vécu jusqu'à sa mort le 20 avril 1571.

## Expérience au Yucatán
Landa est arrivé en Nouvelle-Espagne en 1549, il a détruit 20 000 artefacts mayas et a torturé de nombreux Mayas afin d'obtenir des aveux d’idolâtrie. Les Mayas qui avouaient le culte de l'idole ont subi de lourdes peines allant de la flagellation à dix ans de travaux forcés pour des délits mineurs.
Toral arriva en Nouvelle-Espagne en 1562 dans une province en pleine agitation. Les Mayas et les fonctionnaires du gouvernement n'acceptaient pas le traitement que leur faisait subir Landa. Toral a été choqué du comportement des franciscains, il croyait que le clergé avait le droit et le devoir de punir les Mayas qui résistaient à la conversion au christianisme, mais il était sceptique quant à la confession obtenue par Landa et les sanctions excessives. Une période de méfiance s'est installée entre Toral et les franciscains.

À la suite de ces événements, Toral a forcé le retour en Espagne de Landa en 1563 afin de répondre aux accusations portées contre lui. Par la suite, il commença à exercer son autorité et libéra des centaines de Mayas emprisonnés par Landa. Seuls les cas les plus extrêmes d'idolâtrie ont été étudiés sous sa surveillance et n'ont subi que des peines légères. De plus, il a commencé à coopérer avec les autorités laïques locales afin que son ordre religieux soit efficace. Il a retiré le clergé missionnaire franciscain de l'administration de la juridiction ecclésiastique, obligeant son clergé séculier à utiliser la persuasion verbale avec les Mayas.
La méfiance entre Toral, les franciscains et les autorités gouvernementales locales a conduit à des accusations par le gouverneur Luis de Céspedes y Oviedo et à ce que Landa ne puisse plus exercer de pouvoir en 1569. À cause de cela, Toral demanda de se rendre à Mexico avant d'abdiquer en 1570 et de mourir au Mexique.